# Уразлино (Чувашия)
Ура́злино (чув. Улянкӑ) — деревня в Янтиковском районе Чувашской Республики. Входит в состав Индырчского сельского поселения. Первое упоминание о деревне относится к XVII веку.

## Население
| 2010 | 2012 |
| ---- | ---- |
| 475  | ↗537 |